# Río Pumiri
Der Río Pumiri ist ein Fluss in der Provinz Sajama im Departamento Oruro im Hochland des südamerikanischen Anden-Staates Bolivien.
Der Río Pumiri entspringt fünf Kilometer nordwestlich der Ortschaft Turco westlich des Höhenzuges der Serranía de Huayllamarca.
Der Fluss fließt auf den ersten vier Kilometern in südöstlicher Richtung, biegt dann in Richtung Südwesten ab, bevor er nach weiteren elf Kilometern wieder in südöstlicher Richtung fließt. Bei Kilometer 20 verlässt der Fluss das Bergmassiv und durchläuft dann auf den restlichen fünfzehn Kilometern die weite Schwemmlandebene des Río Turco. Nach insgesamt 35 Kilometern mündet der Río Pumiri in den Río Turco, der im weiteren Verlauf über den Río Lauca zum Salzsee Salar de Coipasa fließt, dem zweitgrößten Salzsee Boliviens. Dieser liegt auf 3680 m Höhe in den Anden.
Bei Kilometer 20 am Río Pumiri befindet sich Ciudad de Piedra de Pumiri, eine archäologische Fundstätte innerhalb bizarrer vulkanischer Felsformationen.